# Lumbricillus intermedius
Lumbricillus intermedius är en ringmaskart som beskrevs av Benhan 1909. Lumbricillus intermedius ingår i släktet Lumbricillus och familjen småringmaskar.
Artens utbredningsområde är havet kring Nya Zeeland. Inga underarter finns listade i Catalogue of Life.